# (33460) 1999 FL31
1999 FL31 (asteroide 33460) é um asteroide da cintura principal. Possui uma excentricidade de 0.17584080 e uma inclinação de 3.15014º.
Este asteroide foi descoberto no dia 19 de março de 1999 por LINEAR em Socorro.